# Мумія Хуаніта
Мумія Хуаніта (ісп. Momia Juanita; також відома як Крижана Діва або Леді Ампато) — добре збережена мумія інкської дівчинки, що виявлена в 1995 році на горі Ампато в Андах на півдні Перу. Рештки були заховані високо в горах (на висоті 6300 м) під багатометровим шаром снігу і льоду. Це була дівчинка віком 11-15 років, яку принесли в жертву богам десь між 1450 і 1480 роком (період правління Сапа Інки Пачакутека). Згодом на горі Ампато виявлено ще три мумії.

## Дослідження
Мумію вивчала група дослідників з Нью-Йоркського університету. Їм вдалося встановити, що дівчинка померла від тупого удару по голові — їй проломили череп, викликавши тим самим крововилив. Також вчені з'ясували, що незадовго до смерті вона перехворіла легеневою інфекцією, схожою на туберкульоз. Після виявлення мумія була тимчасово поміщена в звичайний холодильник в Католицькому університеті в місті Арекіпа. Через три місяця був збудований спеціальний бокс, в якому мумію змогли виставити на огляд відвідувачів без шкоди для неї.

### Тіло
Дівчинка була заввишки 158 см та вагою 41 кг. Муміфікація дівчинки була природною (через низьку температуру), а не штучною. В мумії майже не пошкоджена шкіра, добре збереглося волосся. Кістки були міцними, зубний ряд повний. Аналіз вмісту шлунку показав, що дівчинка їла овочі за шість-вісім годин до смерті.

### Одяг
Хуаніта була загорнута в яскравий кольоровий похоронний гобелен (або «аксу»). Її голову прикрашала шапка з пір'я червоного ари. На шиї була шаль з вовни альпаки, застебнута срібною застібкою. Судячи зі стилю одягу та чудового здоров'я, Хуаніта, можливо, походила зі знатної родини з міста Куско. Одяг був майже ідеально збережений, забезпечуючи цінні уявлення про інківський текстиль та про те, як одягалося дворянство інків.

### Речі
Поруч з Хуанітою знайшли також безліч предметів, залишених як приношення богам — миски, шпильки та статуетки із золота, срібла та мушлі. Разом з тілом мумії, знайшли сумку, в якій було листя коки.